# Keb

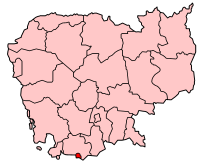
Município de Keb

Keb (também chamada Kep) é um município do Camboja com o estatuto de província. Está dividido em dois distritos:
- Damnak Chang'aeur
- Kaeb